# Бакен, Джордж
Джордж Ба́кен (англ. George Buchan; 2 мая 1950) — шотландский футболист, полузащитник. Известен по выступлениям за «Абердин», «Манчестер Юнайтед» и «Бери».

## Клубная карьера
Уроженец Абердина, Джордж начал футбольную карьеру в местном клубе «Бэнкс О’Ди». В 1968 году перешёл в «Абердин». В основном составе «Абердина» дебютировал 24 марта 1969 года в матче против «Данфермлин Атлетик». Выступал за клуб до 1973 года, сыграв в общей сложности 44 матча и забив 3 мяча.
В мае 1973 года перешёл в английский клуб «Манчестер Юнайтед», где уже играл его брат Мартин. 15 сентября 1973 года дебютировал за клуб в матче Первого дивизиона против «Вест Хэм Юнайтед» на стадионе «Олд Траффорд». В сентябре сыграл ещё два матча в Первом дивизионе и один матч — в Кубке Футбольной лиги 8 октября. После этого в основном составе «Юнайтед» не появлялся и вскоре был продан в «Бери».
С 1974 по 1976 год играл за клуб Третьего дивизиона «Бери» (72 матча, 7 голов). В дальнейшем играл за клубы нижних дивизионов «Моссли» (25 матчей, 2 гола), «Аштон Юнайтед» и «Глоссоп».

## Личная жизнь
В семье Бакенов было много профессиональных футболистов. Отец Джорджа Мартина, Мартин-старший, и его брат, Мартин-младший, играли за «Абердин». В сезоне 1973/74 братья Бакены вместе играли за «Манчестер Юнайтед».